# My Soul, Your Beats!/Brave Song
"My Soul, Your Beats!/Brave Song" là đĩa đơn thứ hai được phát hành bởi Lia và Tada Aoi. Đĩa đơn được ra mắt ngày 26 tháng 5 năm 2010 ở Nhật Bản bởi Key Sounds Label mang mã số lô hàng KSLA-0053 (phiên bản giới hạn) và KSLA-0054 (phiên bản chính thức). Hai bài hát trong tựa đề lần lượt được thực hiện bởi Lia và Tada, đó cũng là hai ca khúc chủ đề mở đầu và kết thúc của loạt anime Angel Beats! năm 2010. Mỗi ca khúc có ba dạng trình bày: đầy đủ, TV size, và bản phối khí. Lời các ca khúc được soạn bởi Maeda Jun và hòa âm bởi nhóm Anant-Garde Eyes. Đĩa đơn đã đứng hạng 3 trong bảng xếp hạng đĩa nhạc hàng tuần của Oricon tại Nhật Bản, bán được khoảng 80.000 bản ngay trong tuần đầu tiên phát hành. Đĩa DVD bản giới hạn chứa hai đoạn nhạc mở đầu và kết thúc được sử dụng trong anime không có phụ đề.

## Danh sách ca khúc
Tất cả các ca khúc được viết bởi Maeda Jun.
| STT              | Nhan đề                           | Trình bày        | Thời lượng |
| ---------------- | --------------------------------- | ---------------- | ---------- |
| 1.               | "My Soul, Your Beats!"            | Lia              | 4:35       |
| 2.               | "Brave Song"                      | Tada Aoi         | 5:25       |
| 3.               | "My Soul, Your Beats! (TV Size)"  | Lia              | 1:35       |
| 4.               | "Brave Song (TV Size)"            | Tada Aoi         | 1:48       |
| 5.               | "My Soul, Your Beats! (Phối khí)" |                  | 4:35       |
| 6.               | "Brave Song (Phối khí)"           |                  | 5:25       |
| Tổng thời lượng: | Tổng thời lượng:                  | Tổng thời lượng: | 23:23      |

## Bảng xếp hạng
| Bảng xếp hạng (2010)    | Vị trí cao nhất |
| ----------------------- | --------------- |
| Billboard Japan Hot 100 | 7               |
| Oricon Weekly Singles   | 3               |